# Constanza San Juan
Constanza San Juan, née le 18 septembre 1985 à Santiago (Chili) est une militante féministe et écologiste, femme politique chilienne et membre de l'Assemblée constituante de 2021 à 2022.
Elle est élue lors des élections constituantes de 2021, au sein du district no 4, en tant que candidate indépendante et soutenue par une liste locale, et soutenue nationalement par la Liste du peuple.

## Biographie

### Études et militantisme
Constanza San Juan est née le 23 novembre 1984 à Santiago (Chili). Elle est la fille de Mauricio Alberto San Juan Trujillo et Inés Standen Arriagada. Après avoir fini son cursus dans un collège à Ñuñoa, elle poursuit ses études supérieures à l'université du Chili, et obtient une licence d'histoire.
Elle est membre et une figure militante écologiste et de mouvements sociaux locaux, notamment porte-parole de « l'Assemblée pour l'Eau de Huasco Alto », et membre du « Mouvement pour l'Eau et les Territoires » (MAT) et de la « Coordination des Territoires pour la Défense des Glaciers ». 

### Assemblée constituante
Elle est élue lors des élections constituantes de 2021, au sein du district no 4, en tant que candidate indépendante et soutenue par la liste locale de l'« Assemblée constituante d'Atacama », et soutenue nationalement par la Liste du peuple, dont la liste d'Atacama refuse d'y être associé. Elle est élue sur un programme féministe et écologiste, attachée aux biens communs.
En juillet 2021, elle rejoint la commission transitoire sur les droits de l'homme, de la vérité historique et des fondements de la justice.
Le 27 août 2021, elle est l'une des fondatrices du groupe parlementaire « Mouvements Sociaux Constituants » (Movimientos Sociales Constituyentes), se définissant féministe, écologiste, anticapitaliste et réclamant une souveraineté populaire.
Après l'adoption du règlement de l'Assemblée en octobre 2021, elle rejoint la commission thématique sur l'environnement, les droits de la nature, les biens naturels communs et le modèle économique.